# Ребане, Карл Карлович
Карл Ка́рлович Ребане (11 апреля 1926, Пярну — 4 ноября 2007, Тарту) — советский и эстонский физик, академик Академии наук Эстонской ССР (1967), президент АН Эстонской ССР (1973—1990), академик Академии наук СССР (1987; член-корреспондент с 1976), депутат Совета Национальностей Верховного Совета СССР 9—11 созывов (1974—1989) от Эстонской ССР, Герой Социалистического Труда (1986).
Ряд работ К. К. Ребане посвящён спектроскопии кристаллов (теория спектров, активированных примесными атомами и молекулами кристаллов, теория влияния колебаний кристаллической решётки и колебательной релаксации на электронные и внутриядерные переходы в кристаллообразующих частицах, разработка теории вторичного свечения активированных кристаллов). Предсказал и обнаружил горячую люминесценцию кристаллов (1968).

## Биография
Родился 11 апреля 1926 года в г. Пярну. В 22 года стал членом ВКП(б).
Участник Великой Отечественной войны, за свою службу получил ряд наград. В 1952 году окончил ЛГУ. С 1956 по 1964 годы работал в Институте физики и астрономии АН Эстонской ССР. С 1964 по 1968 годы занимал должность академика-секретаря Отделения физико-технических и математических наук АН ЭССР. В 1968 году стал вице-президентом, а в 1973 году — президентом АН ЭССР. Профессор Тартуского университета (с 1968 года). Избран народным депутатом СССР от АН СССР в 1989—1991 годах.
Брат — Т. К. Ребане (13.04.1930, Пярну, Эстония — 11.12.2012, Санкт-Петербург), советский и российский физик-теоретик, доктор физико-математических наук, профессор, зав. лабораторией атомов и молекул кафедры квантовой механики физического факультета ЛГУ/СПбГУ.

### Научная деятельность
Область научных интересов К. К. Ребане лежала в физике твердого тела, точнее, в спектроскопии кристаллов, но не ограничивалась этим. Его работы оказали существенный вклад в теорию оптических спектров кристаллов с примесными центрами и точечными дефектами. Большое внимание в теоретических работах К. К. Ребане было уделено исследованию динамических процессов, происходящих в возбужденном электронном состоянии примесных кристаллов. Им сформулирована общая концепция вторичного свечения активированных кристаллов, а предложенная им классификация вторичного свечения (люминесценция, рассеяние, «горячая» люминесценция) сыграла важную роль в понимании сложных процессов, происходящих при взаимодействии света с этим классом кристаллических веществ. К. К. Ребане предложил использовать простые молекулы и молекулярные ионы, внедренные в решётку кристалла как чувствительные зонды для детального экспериментального исследования взаимодействия примеси с кристаллом и свойств кристалла. Также им выполнены точные измерения спектров молекул хлорофилла, замороженных в твердотельных матрицах. В его работах были рассмотрены многие вопросы теории бесфононных линий получающихся в результате чисто электронных переходов в твёрдых телах. В развитие этих направлений, таких как лазерная матричная спектроскопия высокого разрешения, спектроскопия одиночных примесных молекул, выжигание стабильных узких спектральных провалов («дыр») в контуре бесфононных линий К. К. Ребане внес большой вклад не только как теоретик, но и как инициатор новых экспериментальных исследований. Являлся инициатором и организатором встреч учёных разных стран, в том числе и четырёх двусторонних советско-американских симпозиумов по оптике 1975—1990 гг.

### Научная карьера
Работал в Тарту в Институте физики и астрономии, а позднее в Институте физики (с 1973 по 1976 год был его директором), с 1958 года — профессор Тартуского университета. Был академиком, академиком-секретарём Отделения физико-технических и математических наук, вице-президентом и президентом (в 1973—1990 гг.) Академии наук Эстонской ССР. 23 декабря 1976 года он был избран членом-корреспондентом АН СССР по Отделению общей физики и астрономии, а в 1987 г. — академиком по тому же Отделению. Академиком РАН К. К Ребане оставался и после распада Советского Союза, сохраняя тесные научные связи с российскими учеными. С 1993 года — почётный член Физико-технического института им. А. Ф. Иоффе РАН. В 2000 году за большой вклад в развитие науки и связей между эстонскими и российскими учеными К. К. Ребане был награждён государственной наградой Российской Федерации — орденом Дружбы.
Являлся членом редакционной коллегии журнала «Оптика и спектроскопия».

### Память
- В Таллине на углу ул. Пронкси и Тина  установлена памятная доска[4].
- Премия имени Э. В. Шпольского, К. К. Ребане и Р. И. Персонова за выдающиеся научные достижения в области селективной лазерной спектроскопии[5].

## Награды
- Герой Социалистического Труда (1986)
- 2 ордена Ленина (1965, 1986)
- Орден Трудового Красного Знамени (1976)
- Орден Отечественной войны I степени (1985)
- Орден Дружбы (4 марта 2000 года, Россия) — за большой вклад в развитие науки, укрепление дружественных отношений и сотрудничества между государствами[6]
- Золотая медаль имени П. Н. Лебедева АН СССР (1981)
- медаль имени С. И. Вавилова Общества «Знание» — за активную популяризацию науки.
- Орден Белой звезды 3 класса (2006)

## Избранные работы

### Книги
- Элементарная теория колебательной структуры спектров примесных центров кристаллов. — М.: Наука, 1968.
- Impurity Spectra of Solids. Elementary Theory of Vibrational Structure. — USA: Springer-Verlag, 1970.
- Вторичное свечение примесного центра кристалла. — Тарту, 1970.
- Energia, entroopia, elukeskkond. — Tallinn: Valgus, 1980.

### Статьи
- Ребане К. К., Ребане Т. К. К теории комбинационного рассеяния // Известия АН ЭССР. Сер. техн. – 1963. Т. 12. – № 3. – С. 227–237.
- Оптический замок / В. С. Зуев, К. К. Ребане. — М. : ФИАН, 1990. — 11 с.; 28 см. — (Препр. АН СССР, Физ. ин-т им. П. Н. Лебедева; N 102).